# Isla Słodowa
La isla Słodowa (en polaco: Wyspa Słodowa) es un pequeño islote localizado en el río Óder, en la Ciudad Vieja de Breslavia (Polonia). 

## Historia
Slodowa se llamó Bielarska Przednia hasta 1945. Originalmente, el nombre vino de la Orden de Santa Clara. La isla era propiedad de esa orden desde la Edad Media hasta principios del siglo XVIII, cuando pasó a ser propiedad de la ciudad. En el siglo XVIII Slodowa estaba conectada a Mlýnská y las islas Bielarska con un puente de hierro. En la segunda mitad del siglo XIX, la gente comenzó a construir viviendas en ella con  sistemas de alcantarillado, teléfonos y electricidad. En 1945 el ejército alemán se instaló allí con artillería, lo que lo hacía a menudo blanco de bombardeos durante la Segunda Guerra Mundial. Durante el sitio de Wroclaw, al final del conflicto, casi todos los edificios de la isla habían sido destruidos.